# Neroli Fairhall
Neroli Susan Fairhall (* 26. August 1944 in Christchurch, Canterbury, Neuseeland; † 11. Juni 2006 in Wellington) war eine neuseeländische Sportlerin, die als erster Mensch mit Querschnittlähmung an den Olympischen Spielen teilnahm.

## Leben
Fairhall wuchs in Canterbury auf. Dort gehörte sie dem Pony Club an und vertrat ihren Heimatclub bei nationalen Wettkämpfen. Nachdem sie ab dem Alter von 24 Jahren durch einen Motorradunfall in Port Hills vom Bauch abwärts gelähmt war (Paraplegie), war sie gezwungen, ihre Karriere im Reitsport zu beenden.
Stattdessen begann sie nach ihrem Unfall mit dem Behindertensport. Zunächst versuchte sie sich als Leichtathletin. Als Vorbild nahm sie sich Eve Rimmer, eine Athletin aus Neuseeland, die zu jener Zeit die bekannteste Behindertensportlerin war. 1972 nahm sie erstmals an den Paralympischen Spielen teil, im Diskuswurf, Hammerwurf und Kugelstoßen. Anschließend wechselte sie zum Bogenschießen. Ab 1976 nahm sie an nationalen Wettbewerben in Neuseeland teil und wurde dritte. 1979 durfte sie für Neuseeland bei den australischen Nationalmeisterschaften in Perth teilnehmen. Insgesamt nahm sie an fünf Weltmeisterschaften im Bogenschießen teil, zuletzt 1993 in der Türkei.
Bereits zu den Olympischen Sommerspielen 1980 in Moskau war sie nominiert, konnte jedoch aufgrund des Boykotts der Spiele durch die meisten westlichen Staaten einschließlich Neuseeland nicht teilnehmen. Bei den Paralympischen Spielen in Arnheim im gleichen Jahr gewann sie eine Goldmedaille. 1981 trat sie bei den Weltmeisterschaften im Bogenschießen in Punta Ala, Italien an und belegte dort den 16. Platz. Bei den 1982 erstmals ausgetragenen Wettkämpfen im Bogenschießen während der Commonwealth Games in Brisbane gewann sie eine Goldmedaille. Für ihren dortigen Auftritt wurde sie als Neuseelands Sportler des Jahres 1982 nominiert und kam in die Endausscheidung. Außerdem erhielt sie den Lonsdale Cup des New Zealand Olympic Committee. Im Jahr 1984 nahm sie an den Olympischen Sommerspielen in Los Angeles teil und belegte den 35. Platz. 1988 und 2000 nahm sie an den Paralympischen Sommerspielen teil.
1996 wollte sie ein zweites Mal an den Olympischen Spielen antreten, konnte aber verletzungsbedingt nicht teilnehmen. Nach den Sommer-Paralympics 2000 beendete sie ihre aktive Karriere. Neben ihren internationalen Erfolgen errang sie mehrere Landesmeistertitel in Neuseeland. Für ihre Verdienste um den Sport wurde sie als Ehrenmitglied im Archery New Zealand sowie als Mitglied in den Order of the British Empire aufgenommen. Nach ihrem Rückzug vom aktiven Sport im Jahr 2001 wirkte sie als Trainerin im Bogenschießen auf nationalem Level sowie als Offizielle für den Behindertensport in Neuseeland.
Oft zitiert wurde ihre Antwort auf die Frage eines englischen Journalisten nach ihrem Sieg bei den Commonwealth Games, ob es für sie ein Vorteil sei, im Sitzen zu schießen:

“I don't know. I've never shot standing up.”

„Ich weiß es nicht. Ich habe nie im Stehen geschossen.“

Tatsächlich hatte diese Frage einen ernsten Hintergrund. So hatten ihre Rivalen bei den Olympischen Spielen vorher behauptet, sie hätte durch ihre sitzende Position einen Vorteil gegenüber den stehenden Athleten.